# Tobias Strobl (Fußballtrainer)
Tobias Strobl (* 12. Oktober 1987 in Ingolstadt) ist ein deutscher Fußballtrainer und ehemaliger ‑spieler.

## Werdegang

### Spieler
Der Zentrale bzw. Defensive Mittelfeldspieler wechselte im Jahre 2006 zur zweiten Mannschaft des FC Ingolstadt 04 in die Landesliga. Mit der Ingolstädter Reserve stieg er 2008 in die Bayernliga und drei Jahre später in die Regionalliga Bayern auf. In der Saison 2007/08 absolvierte Strobl zwei Spiele für Ingolstadts erste Mannschaft in der Regionalliga Süd. Im Sommer 2012 wechselte Strobl dann zum Landesligisten FC Pipinsried, wo er als Spielertrainer agierte. Gleich in der ersten Saison gelang der Mannschaft der Aufstieg in die Bayernliga. In der folgenden Saison 2013/14 erreichten die Pipinsrieder nach dem Verzicht des BC Aichach die Relegation zur Regionalliga Bayern, scheiterten aber am TSV 1860 Rosenheim. Ein Jahr später erreichte die Mannschaft erneut die Relegation, scheiterte aber dieses Mal am VfR Garching. Am Saisonende beendete er seine Spielerkarriere.

### Trainer
Strobl startete dann als Trainer beim Kreisligisten FC Hepberg, wechselte aber schon nach einem halben Jahr zum Bayernligisten TSV Schwabmünchen. Im Sommer 2016 übernahm Strobl dann den Bezirksligisten SV Manching. Dort blieb er erneut nur ein halbes Jahr, bevor er zum Regionalligisten TSV 1860 Rosenheim wechselte. Zur Saison 2018/19 kehrte Strobl zum FC Ingolstadt 04 zurück und war zunächst Co-Trainer der zweiten Mannschaft, bevor er nach wenigen Wochen Cheftrainer wurde. Am Ende der Saison 2018/19 verließ er Ingolstadt wieder und übernahm im November 2019 den Regionalligisten 1. FC Schweinfurt 05. Mit der Mannschaft wurde Strobl Meister der Saison 2019–21, scheiterte dann aber in den Aufstiegsspielen zur 3. Liga am TSV Havelse. Anfang April 2022 wurde Strobl dann entlassen. Zwischen 2022 und 2025 war Strobl dann Trainer der zweiten Mannschaft des FC Augsburg. Im Sommer 2025 folgte dann der Wechsel zum Drittligisten SC Verl.

## Erfolge
- Meister der Regionalliga Bayern: 2019–21